# سیارک ۷۰۴۰۹
سیارک ۷۰۴۰۹ (به انگلیسی: 70409 Srnin، نامگذاری:1999SR2)۷۰۴۰۹مین سیارک کشف شده‌است که در ۲۱ سپتامبر ۱۹۹۹ کشف شد.